# شيخ سر مست
شيخ سر مست هي قرية في مقاطعة أرومية، إيران. يقدر عدد سكانها بـ 384 نسمة بحسب إحصاء 2016.